# Autodesk Inventor
Autodesk Inventor — 3D САПР для створення і вивчення поведінки цифрових прототипів виробів і деталей. Розробник компанія Autodesk.
Autodesk Inventor має локалізацію: англійську, італійську, іспанську, китайську, російську, польську, португальську, французьку, чеську, японську.
Станом на грудень 2020 р. відсутня українська локалізація будь-якої версії Inventor.

## Загальний огляд
Використовується в основному в машинобудуванні. В комплект входить декілька продуктів: Autodesk Inventor Suite, Autodesk Inventor Routed Systems Suite (проектування кабельних і трубопровідних систем, в том числі для розводки складних ділянок трубопроводів, електричних кабелів і проводів), Autodesk Inventor Simulation Suite (засоби моделювання руху і аналізу навантажень, які спрощують вивчення поведінки виробу в реальних умовах ще на стадії проектування).
Інструменти Inventor забезпечують повний цикл проектування і створення конструкторської документації:
- 2D- / 3D-моделювання;
- створення виробів з листового матеріалу та отримання їх розгорток;
- розробка електричних і трубопровідних систем;
- проектування оснащення для лиття пластмасових виробів;
- динамічне моделювання;
- параметричний розрахунок напружено-деформованого стану деталей і зборок;
- візуалізація виробів;
- автоматичне отримання і оновлення конструкторської документації (оформлення по ЄСКД чи до вимог технічного кресленика).

## Функціональні можливості
Компонувальні схеми, що поєднують окремі деталі і вузли. Користувачі можуть перевірити можливість складання об'єкта, додати і позиціонувати нові частини, а також усунути перешкоди (недоліки) між частинами проекту.
Ливарні форми і оснащення. Програма автоматизує ключові аспекти процесу проектування ливарних форм під тиском. Користувачі можуть швидко створювати і перевіряти конструкції форм, а потім експортувати їх в Autodesk Moldflow.
Деталі з листового матеріалу. Спеціальне середовище проектування виробів з листового матеріалу автоматизує багато аспектів роботи. Користувачі можуть створювати деталі розгортки, гнуті профілі, формувати фланці шляхом 3D-моделювання і вставляти в деталі спеціалізовані кріпильні елементи.
Генератор рам служить для проектування каркасів (рам) на основі стандартних профілів. Рами створюються шляхом розміщення стандартних сталевих профілів на каркасі. Формування кінцевих умов спрощується завдяки наявності стандартних опцій для кутових з'єднань і з'єднань встик. Користувачі можуть створювати власні профілі і додавати їх в бібліотеку.
Кабельні та трубопровідні системи. Середовище для створення трубопроводів допомагає проєктувати їх таким чином, щоб вписати в складну збірку або обмежений простір. Вона включає бібліотеку стандартних фітингів, труб і шлангів, і забезпечує створення складальних креслеників, які оновлюються в межах змін вихідної 3D-моделі.
Є можливість доповнення бібліотек стандартних елементів.

## Студентські ліцензії
Студентські версії Autodesk Inventor, призначені виключно для використання студентами та викладачами в освітніх цілях, доступні для безкоштовного завантаження з сайту Освітнього спільноти Autodesk. Функціонально така версія Autodesk Inventor нічим не відрізняється від повної, за одним винятком: всі файли, створені або відредаговані в ній, мають спеціальну позначку (так званий educational flag), яка буде розміщена на всіх видах.
Autodesk Inventor також має 30 денну можливість безкоштовного використання.

## Формати файлів
Autodesk Inventor використовує різні формати файлів для 3D-деталей — (IPT), 3D-вузлів (складаних) — (IAM) і 2D-креслень — (IDW або DWG), проте всі дані можуть бути експортовані у формат DWG, що дозволяє налагодити безпосередню інтеграцію з AutoCAD і спеціалізованими галузевими додатками на його основі, в зокрема, AutoCAD Mechanical. Кресленики Inventor можна переглядати, вимірювати і виводити на друк в AutoCAD, зберігаючи асоціативність з вихідною моделлю, і навпаки. Крім того, двовимірні проєктні дані з креслеників AutoCAD можна використовувати для побудови 3D-моделей в Inventor. Inventor може обмінюватися даними з такими додатками як CATIA V5, UGS, SolidWorks, Pro / ENGINEER, Ansys. Програма підтримує імпорт та експорт файлів CATIA V5, JT 6, JT 7, Parasolid, Granite, UG-NX, SolidWorks, Pro / E, і SAT.

## Версії Autodesk Inventor
| Версія | Внутрішній номер | Кодове ім'я | Дата релізу     | Що нового |
| ------ | ---------------- | ----------- | --------------- | --- |
| 1      | 1                | Alpha       | 20 вересня 1999 | |
| 2      | 2                | Thunderbird | 1 березня 2000  | |
| 3      | 3                | Camaro      | 1 серпня 2000   | |
| 4      | 4                | Corvette    | 1 грудня 2000   | |
| 5      | 5                | Durango     | 17 вересня 2001 | |
| 5.3    | 5.3              | Prowler     | 30 січня 2002   | |
| 6      | 6                | Viper       | 15 жовтня 2002  | |
| 7      | 7                | Wrangler    | 18 квітня 2003  | New DWG Support for AutoCAD 2004, Autodesk® Express Viewer Compatibility, Large-Assembly Design Performance |
| 8      | 8                | Cherokee    | 15 жовтня 2003  | |
| 9      | 9                | Crossfire   | 15 липня 2004   | |
| 10     | 10               | Freestyle   | 6 квітня 2005   | Task Scheduler, Inventor Studio, Associative import of Mechanical Desktop data, Design Accelerators, Assembly constraints use colors to differentiate between the first and second constraint selection.                                                         |
| 11     | 11               | Faraday     | 6 квітня 2006   | |
| 2008   | 12               | Goddard     | 11 квітня 2007  | |
| 2009   | 13               | Tesla       | 16 квітня 2008  | Frame Generator, Sheet Metal, skeletal modelling |
| 2010   | 14               | Hopper      | 27 лютого 2009  | The Ribbon, New FEA |
| 2011   | 15               | Sikorsky    | 26 березня 2010 | Dynamic Input, Direct Manipulation, Assemble tool, Visualization, iCopy, iLogic |
| 2012   | 16               | Brunel      | 22 березня 2011 | Provides easier ways to interact with 3D mechanical design data; new opportunities for sharing, accepting and updating CAD data regardless of source and complexity; and high-impact performance and productivity improvements for both users and IT departments |
| 2013   | 17               | Goodyear    | 27 березня 2012 | Equation curves |
| 2014   | 18               | Franklin    | 27 березня 2013 | Express mode, Connection, Symmetrical constraint, Slot geometry, Enhanced rectangle geometry, Thin wall FEA, Frame FEA, Assembly relationship folder Mouseover grounded constraint visibility, Model & assembly simplification, Joint constraints.               |
| 2015   | 19               | Dyson       | 28 березня 2014 | Freeform, Direct Edit |
| 2016   | 20               | Shelby      | 16 квітня 2015  | Multi-CAD, AutoCAD Electrical and Inventor Interoperability, Shape Generator, 3D Printing Environment, Graphics/Visualization/Studio Enhancements |
| 2017   | 21               | Enzo        | 28 березня 2016 | Modeling enhancements, expanded AnyCAD support, 3D PDF export, enhanced presentation environment, guided tutorial authoring |
| 2018   | 22               | Elon        | 24 березня 2017 | Model Based Definition, expanded AnyCAD support, large assembly performance improvements, simplification/shrinkwrap enhancements, multiple rules for sheet metal parts, mesh support in drawing views                                                            |
| 2019   | 23               | Zora        | 10 квітня 2018  | Performance improvements, large assembly performance improvements, shared view collaboration, expanded hole command, iLogic enhancements, model-based definition, improved part modeling workflows, and sheet metal for manufacturing                            |
| 2020   | 24               | Senna       | 27 березня 2019 | Overall GUI improvements |
| 2021   | 25               | Ada         | 31 березня 2020 | New UI Panel, Large Assembly Performance Improvement, Modeling enhancements |
| 2022   | 26               | Ren         | 4 квітня 2021   | Model States, Performance, Revit and Fusion 360 interop |
| 2023   | 27               |             | 28 березня 2022 | Autodesk Inventor 2023 is packed with customer-driven updates and enhancements to help you speed up your design workflows, reduce repetitive tasks, and improve experiences so you can focus more time on design and innovation.                                 |
| 2024   | 28               |             | 29 березня 2023 | |